# Við Stórá
El Við Stórá es un estadio de fútbol ubicado en Trongisvágur, Tvøroyri, Islas Feroe. El estadio tiene capacidad para 1.000 espectadores y está equipado con Césped artificial.
Fue inaugurado en 2017 y alberga los partidos de local del TB Tvøroyri , equipo de la Primera División de las Islas Feroe.